# 쿠노 폰 베스타르프

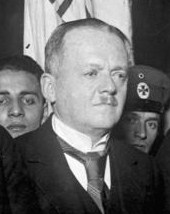

쿠노 폰 베스타르프(독일어: Kuno von Westarp, 1864년 8월 12일~1945년 7월 30일)는 독일의 정치인으로, 1928년까지 독일 국가인민당의 의장을 지냈다.